# Papaver yildirimlii
Papaver yildirimlii är en vallmoväxtart som beskrevs av Ertekin. Papaver yildirimlii ingår i släktet vallmor, och familjen vallmoväxter. Inga underarter finns listade i Catalogue of Life.